# Isla Dawson
La isla Dawson (denominada isla San Pablo en 1580 por Pedro Sarmiento de Gamboa) es una isla de Chile situada en el estrecho de Magallanes que forma parte del archipiélago de Tierra del Fuego. Posee una superficie de 129 000 ha. Está situada a unos 100 kilómetros al sur de Punta Arenas, en la Región de Magallanes y de la Antártica Chilena y es administrada por la Armada de Chile.

## Infraestructura y patrimonio cultural

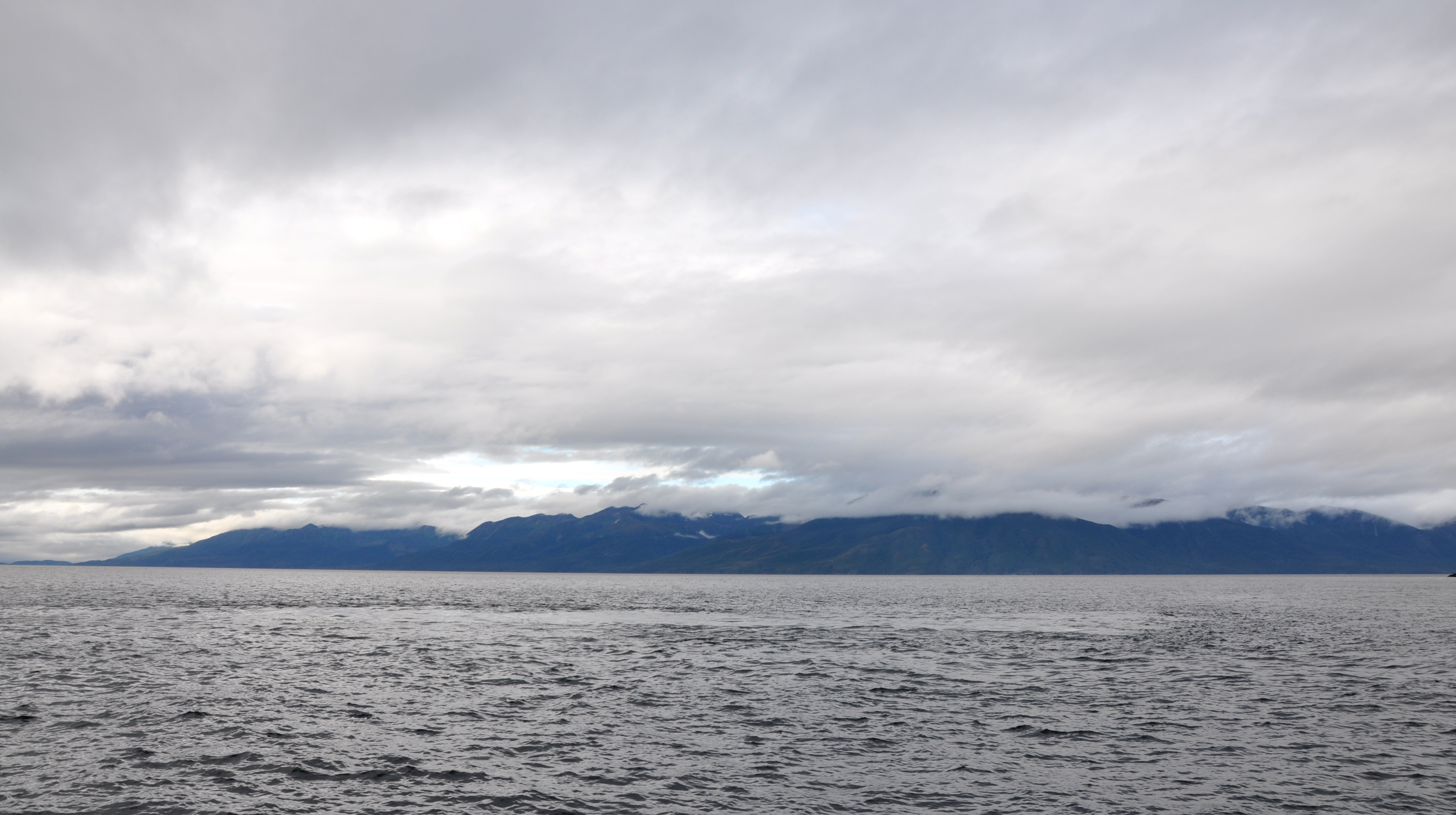
La costa occidental de Isla Dawson. En primer término, las aguas de Estrecho de Magallanes.

Actualmente la isla es una base naval ("Sub Base Naval Isla Dawson" o "Estación Naval Isla Dawson") y asiento de una compañía de ingenieros de la infantería de marina chilena, por ser considerada un punto estratégico para el control del sur del Estrecho de Magallanes, entre la Tierra del Fuego y la parte más austral del continente americano. También hay un campo de entrenamiento para uso de los infantes de marina y fuerzas especiales navales de la zona de Magallanes y está prohibido el desembarco de civiles.  

### Puerto Harris, Estancia Esmeralda y Aeródromo
Puerto Harris, el principal centro poblado, es un caserío y destacamento de la Armada de Chile, institución que controla la isla desde 1972. Está ubicado en la costa oriental de la isla. El puerto cuenta con muelle, estanques de combustible, cuarteles, barracas, talleres, infraestructura técnica y militar, escuela primaria dependiente del municipio de Punta Arenas ("Escuela Puerto Harris"), centro sanitario naval ("Policlínica Médico-Dental"), gimnasio, cancha de fútbol y medio centenar de viviendas unifamiliares.  
En el norte de la isla está el aeródromo aeronaval Almirante Schroeders, dotado de dos pistas de más de mil metros, hangar, instalaciones de comunicaciones y control, además de media docena de refugios para aviones de parapeto de tierra en herradura (blast wall).  
Alrededor de un kilómetro al sur de aeródromo, existe un pequeño y segundo caserío (bastante menor a Puerto Harris), con unas 27 edificaciones, correspondiente al casco de la anterior Estancia Esmeralda, dedicada a la actividad ganadera, que pasó al control de la fuerza naval junto con la isla, por gestiones de la Corporación de la Reforma Agraria durante el gobierno de Salvador Allende. La estancia, según un informe de 1975, había seguido siendo administrada como plantel ganadero por dicha institución, que formó un consejo de administración con sus propios oficiales (al tiempo que era operada por un técnico, capataz, bodeguero y 19 trabajadores), con el fin de proveerse a sí misma de carne, lana y otros artículos, no habiendo sido publicado su destino desde entonces.  

### Camino
Puerto Harris, Esmeralda (que distan 20 km entre sí), así como el aeródromo están conectados por un camino terrestre, que también bordea parte de la costa de la isla, sobre todo al norte de ésta. Hay también diversas "picadas" y caminos forestales que se internan en la isla, también en la porción norte de ésta. 

### Monumentos y patrimonio histórico
Puerto Harris está en el mismo emplazamiento en que a fines del siglo XIX estuvo un campo de internamiento forzoso de indígenas ("sueltos en la isla pero no podían salir de ahí"). Fueron mayoritariamente fueguinos selknam, aunque inicialmente los más fueron kawéskar. Allí fueron confinados, sometidos a reeducación y aculturación mediante trabajo no remunerado forzoso, por religiosos católicos de la congregación  salesiana, que recibieron para esto una concesión de terreno del estado chileno y un pago (una libra esterlina) por cada indígena confinado por parte de los principales hacendados beneficiario del sistema de reclusión, la Sociedad Explotadora de Tierra del Fuego. A raíz de esto esa población virtualmente sucumbió en el lugar ante la exposición a enfermedades contagiosas occidentales, el hacinamiento, la falta de cuidados médicos y el choque cultural. 
A partir de ese hito y otro que siguieron han sido declarados oficialmente 4 monumentos históricos y forman parte del patrimonio de la isla. Un polígono alrededor de la capilla San Rafael (1918) de Puerto Harris tiene esa protección; construcción que corresponde al momento posterior al campo de internación, pero contiene una figurilla religiosa que presidía las actividades del recinto (llamado "Misión Salesiana de San Rafael") y es continuadora de una capilla anterior del mismo nombre.  También son monumento los restos un aserradero comercial de 1912 (una chimenea y hornos también emplazados en Puerto Harris). Así mismo lo que queda de un segundo campo de concentración (los basamentos de las barracas ubicadas en el sector de Río Chico), dedicado a la persecución e internamiento de prisioneros políticos (entre ellos altos dirigentes de la Unidad Popular) durante los primeros tiempos de la dictadura de Augusto Pinochet. Junto a la capilla, y dentro de su polígono de protección, se encuentra también un busto dedicado a José Fagnano, fundador y regente del campo de internamiento para indígenas, con una placa con la consigna: "Monseñor José Fagnano, civilizador de los onas, tehuelches, yaganes y alacalufes, fundó en esta isla la Misión Salesiana de San Rafael". La protección patrimonial de estos espacios por el estado chileno se oficializó en 2010 a partir de una petición y expediente elaborado por el posterior Premio Nacional de Arquitectura (2019) Miguel Lawner, quién fue uno de los presos políticos confinado y sometido a trabajos forzados entre 1973 y 1974.
Anteriormente, en 1976 había sido ya declarado monumento histórico el cementerio del campo de internamiento de indígenas, que conserva las tumbas y fosas comunes de la gran cantidad de kawéskar y selknam que murieron en el lugar.
Aunque no han sido declarado área bajo protección, el gimnasio de Puerto Harris se ubica en el mismo lugar al antiguo astillero de la Sociedad Ganadera Gente Grande, que produjo buques desde 1912 y por los años siguientes, quedando vigas y pilares de esa instalación histórica al interior del espacio deportivo, junto con rieles metálicos y vigas de madera de las gradas de lanzamiento en el exterior. Así mismo queda pendiente de protección legal el casco de la Hacienda Esmeralda, hacia Punta Valentín.
Se han hallado 29 sitios arqueológicos asociados a los habitantes canoeros originales en Dawson, la cercana Isla Wickham y el Islote Offing frente a Puerto Harris, que cuentan con la protección que de por sí le otorga la ley a este tipo de yacimientos.

## Historia

### Habitantes originarios y registro arqueológico

#### Poblamiento de los territorios que rodean a Dawson
Cuando en el Pleistoceno tardío (o Máximo Tardoglaciar) empezaban a aparecer los habitantes humanos en la zona de Magallanes, en Pali Aike y Última Esperanza, Dawson aún estaba cubierta con hielos glaciares. Las morrenas dejadas por las masas de hielos en retirada en el norte de la isla, en el sector de Punta Valentín, están datada entre 12.640 y 10.315 años calibrados antes del presente (AP). De manera que el frente glaciar allí eran contemporáneo a la primera actividad humana registrada en Cueva Fell y el sector de Cueva del Milodón. Entonces, al norte de Dawson, la sección más cercana a la isla del actual Estrecho de Magallanes y Bahía Inútil correspondían a un gran lago glacial que todavía no estaba abierto como un brazo de mar hacia el Atlántico y que estaba incomunicado del Pacífico por el propio campo de hielo. En el período inmediatamente posterior, cuando Punta Valentín, al norte de Dawson, estaba ya libre de hielo, el lago colapsó, desaguando de manera catastrófica hacia el Atlántico. Lo que fue seguido de un proceso de avance y retroceso glaciar que, unido cambios del nivel del mar, cerró y abrió la boca oriental del Estrecho de Magallanes varias veces, permitiendo sucesivas "ventanas de oportunidad" para el poblamiento a pie desde el norte de la vecina Isla Grande de Tierra del Fuego. Este dato geológico es consistente con las tradiciones orales selknam ("llegamos caminando a la isla") y el registro arqueológico fueguino. Finalmente se estabilizó la situación oriental del Estrecho con una boca abierta al Atlántico ca. 8265 a 7490 años AP, que es como sigue hasta la actualidad.
Avanzando en el tiempo, tampoco se han encontrado aún en Dawson restos de la primera adaptación a la vida marítima de los humanos de la región (con restos registrados en Seno Otway y la Península Brunswick, vecina a Dawson); la canoera Cultura Englefeld de hace 6.400 a 5.500 años. Su característico trabajo en obsidiana verde no ha sido hallado en la isla, pero no se descarta que pueda llegar a encontrarse en la costa occidental, que es la menos estudiada en las investigaciones arqueológicas recientes.

#### Rastros arqueológicos y población indígena de Dawson
Los registros arqueológicos más antiguos de presencia humana en Dawson son de hace unos 4500 a 4100 años y fueron encontrados sobre la costa oriental, en Bahía Fox e Islote Offing (dos lugares cercanos a Puerto Harris). Consisten en grandes puntas líticas bifaciales, en ocasiones denticuladas (con bordes trabajados en forma de sierra). En cualquier caso, sólo tuvieron acceso a Dawson pueblos canoeros durante el Holoceno.
La Isla Dawson se cuenta entre las costas que formaron parte del territorio ancestral del pueblo kawéskar, que navegaba en canoas junto a ella en tiempos históricos (cuando se los encontraron los exploradores de cultura occidental), rebasándola hasta alcanzar Tierra del Fuego por el Seno Almirantazgo e incluso internándose en el Lago Cami (o Fagnano). Aunque sobre las identidades étnicas de los grupos canoeros y su movilidad o áreas de influencias de la Patagonia Occidental, el Estrecho de Magallanes y el Archipiélago de Tierra del Fuego existe discusión desde el punto de vista académico. En cualquier caso, se estima desde el punto de vista arqueológico que entre los ocupantes canoeros de Dawson y los cazadores terrestres de Tierra del Fuego hay una "relación tenue" antes del periodo de colonización occidental del siglo XIX, que introdujo grandes presiones, violencias y movimientos forzados de población en la zona.
El etnolingüísta Oscar Aguilera, el mayor experto en el idioma de dicho pueblo canoero, señala que algunos toponímicos del área de Isla Dawson, que no pueden relacionarse con lenguas europeas, tienen origen en el kawéskar. Así, diversas pequeñas isla e islotes de la costa suroriental de Dawson, en el área circunvecina al Seno Owen, tienen nombres que serían legado de ese pueblo canoero: Carisauke (*Karisáukte), Cachsauke (*Kaksáukte), isla Soki (*Sálki, que significa perro), isla Coyen (*K’ójem, huairabo); isla Tell (*Tæs, ojo) e isla Testr (*Téstær).

### Navegantes occidentales

#### 1520: Magallanes y Rodríguez Serrano divisan sus costas
Desde la expedición de Hernando de Magallanes de 1520 la isla comenzó a ser avistada y cartografiada por diversos navegantes europeos o provenientes de las colonias españolas del Pacífico sudamericano y la posterior república chilena. Durante la expedición de Magallanes se divisó primero el extremo norte de la isla (Punta Valentín) el 1 de noviembre, por lo que llamo al estrecho que hoy lleva su nombre "Canal de Todos los Santos", que distingió del Canal Whiteside, que corre al oriente de Punta Valentín, por la festividad católica de ese día. Entonces se exploraron las costas orientales y occidentales de la isla, pues Juan Rodríguez Serrano, al mando de la carabela Concepción se internó entre Dawson e Isla Grande de Tierra del Fuego reconociendo el canal conocido hoy como Whiteside y el Seno Almirantazgo, que desechó como salida al Pacífico, mientras que la flota de Magallanes fondeó y navegó en Paso Famine, del lado del Estrecho, desde donde siguieron juntos su trágica travesía de circunnavegación de la Tierra.

#### 1558: Ladrillero la reconoce como isla

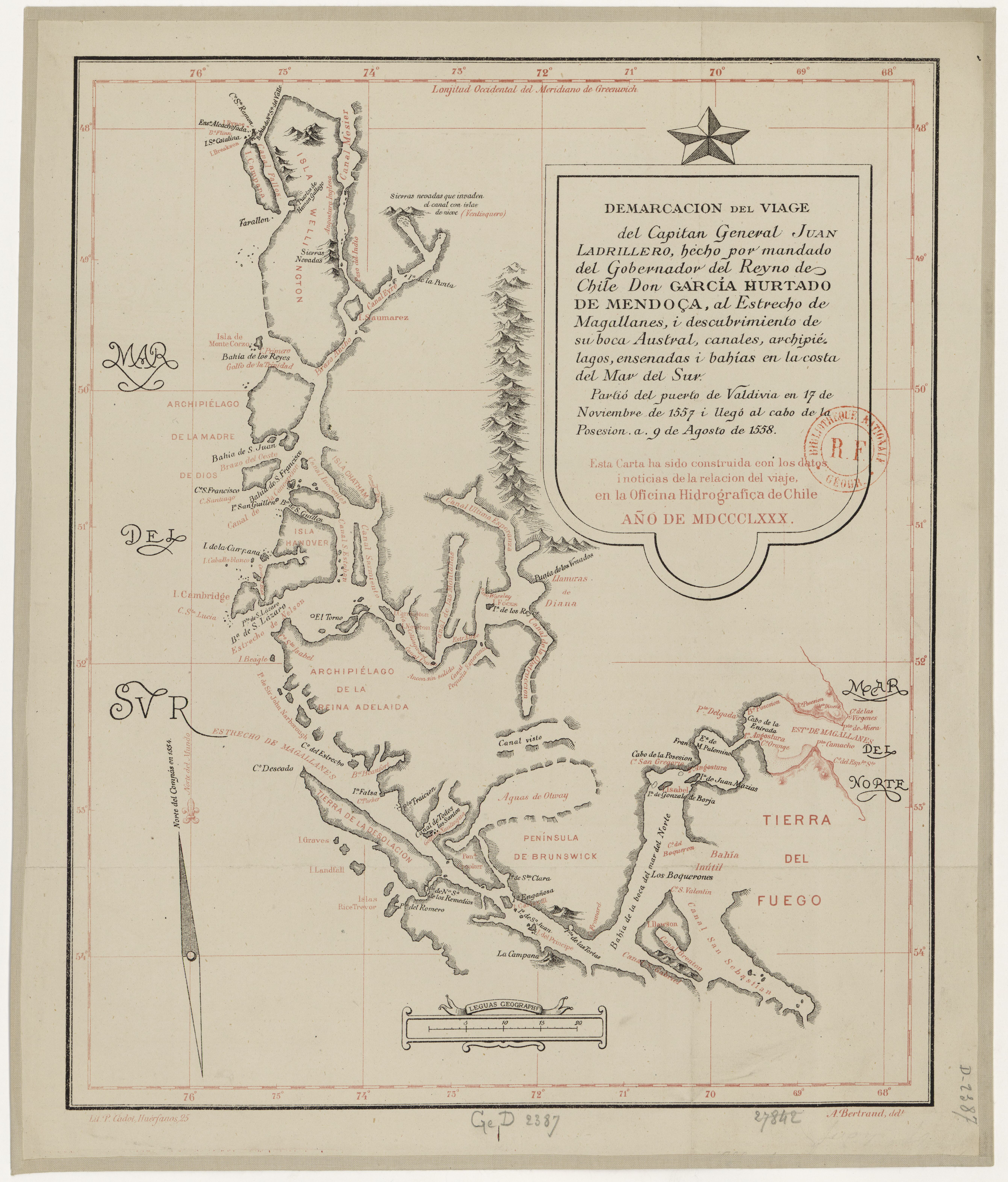
Carta del viaja de Ladrillero, primer navegante occidental en reconocer Dawson como isla, que incluye sus exploraciones y la toponimia que usó en color negro. Reconstrucción de 1880.

El primer navegante occidental en navegar alrededor de toda la isla, reconociendo que ésta era tal y estaba separada de Tierra del Fuego, fue Juan Ladrillero. Este capitán, que había zarpado de Valdivia, entre otros reconocimientos de la costa de la Patagonia Occidental, entró al Estrecho de Magallanes desde el Pacífico y luego tomó el Canal Gabriel, que separa el sur de Dawson de la Península Brecknock (Tierra del Fuego), girando por el actual Canal Whiteside y siguiendo el reconocimiento por el Seno Almirantazgo y el Estrecho, por donde volvió.

#### Fines del siglo XVI: Sarmiento la bautiza Isla San Pablo
En 1578, 20 años después de Ladrillero pasó por el Estrecho, es decir frente a la costa occidental de Dawson, el corsario inglés Francis Drake y su flotilla desde el Atlántico. Tras un temporal que los dispersó al entrar el Pacífico, volvieron en sentido contrario y separadas la Elizabeth, mandada por John Winter (a quien homenajea el nombre científico del canelo, Drimys winteri, por haber usado infusión de su corteza contra el escorbuto en ese retorno, aconsejado por los indígenas canoeros locales), y la pinaza de Peter Curder.
En 1580 Pedro Sarmiento Gamboa, tras perseguir sin suerte a Drake, fue despachado a reconocer la zona. Así, tras avanzar por el Estrecho desde el Pacífico, exploró el actual Canal Whiteside, que llamó San Gabriel, para luego dirigirse a la actual Dawson, que llamó Isla San Pablo, reconociendo sus costas occidentales. Más suerte han tenido sus denominaciones Punta San Valentín (actual Punta Valentín) y Ensenada de Lomas (Bahía Lomas). Llamó Morro de Lomas al actual cerro Graves. También dejó una descripción que recomendaba la isla como “tierra buena, sombreada y apacible a la vista, con buenos valles, ríos de buen agua, y muy buena madera, y buenos puertos y surgideros”. En 1584 Sarmiento volvió desde España para fundar frente a la costa noroccidental de la isla, cruzando el Estrecho, Ciudad del Rey Felipe (o Puerto del Hambre), de destino mortífero.   
En 1587 siguió Tomás Cavendish, británico imitador de Drake, quien frente a Dawson tomó nota lo ocurrido en Puerto del Hambre y recogió a uno de los tres sobrevivientes. En 1590 fue el turno del Delight, de Andrew Merrick, de suerte adversa, quien recogió al último español de Puerto del Hambre frente a las costas de Dawson. Siguió Richard Hawkins en 1594 sin aportar notas particulares sobre la isla, como la mayoría de los otros. Desde 1599 comenzaron a pasar por allí sucesivas travesías de holandeses armados para el corso y la guerra, que comenzaron a llamar a la sección del Estrecho entre Dawson y Península Brunswick (actual Paso Famine) "tercera angostura" ("het derde nau", como aparece en el mapa de Jodocus Hondius de 1606, que también marca los islotes cercanos al Cabo San Antonio de la isla, consignando además las entradas de los canales al norte y sur de esta). La expedición de Cordes y Mahu fue la primera salida de las Provincias Unidas de los Países Bajos que pasó por esta vía con intención de atacar Chile desde Chiloé, seguida ese mismo 1599 por la de Oliver van Noort.

#### SigloXVII: John Narborough y sus anotaciones sobre Dawson

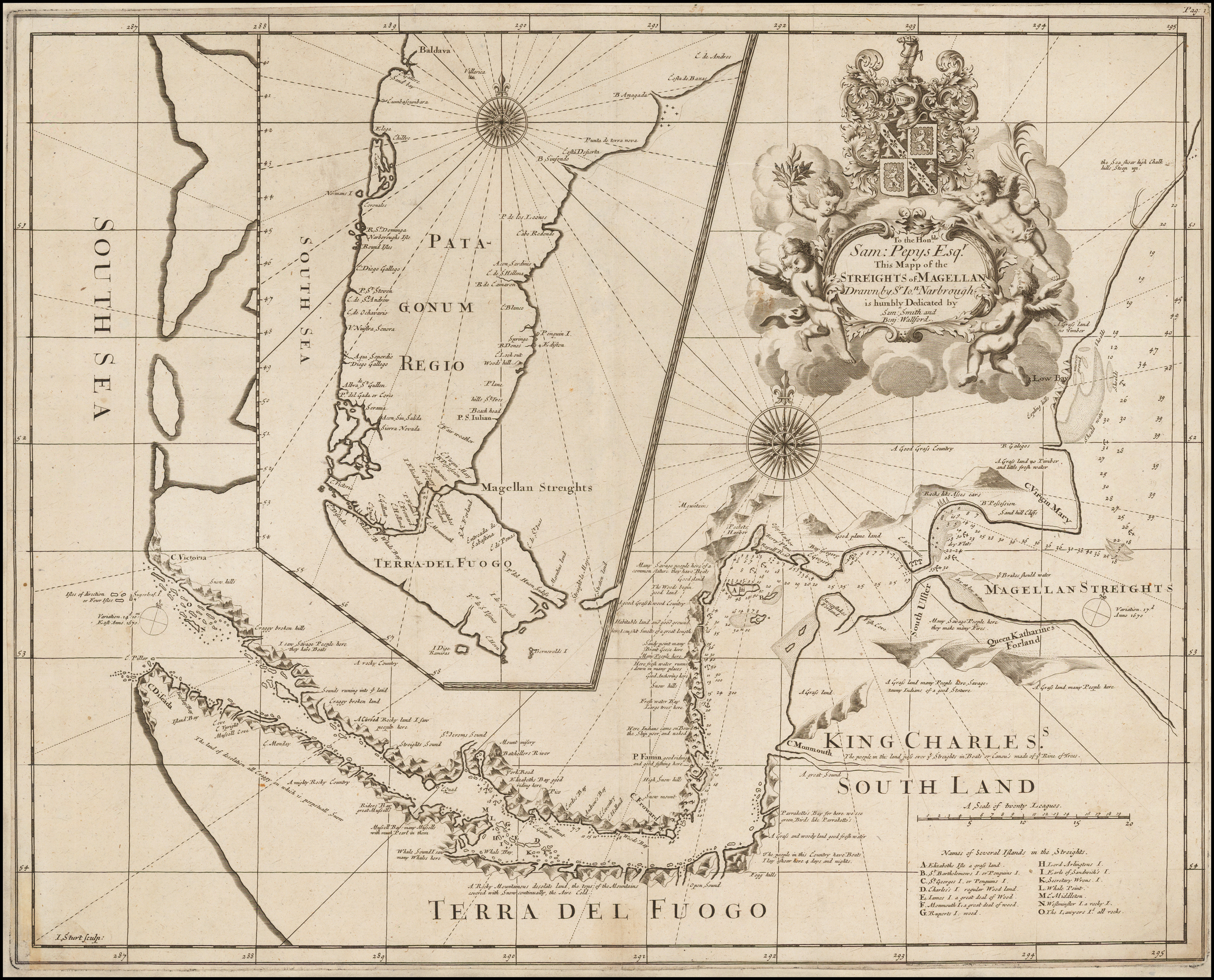
El derrotero del Estrecho de Magallanes de Narborough, publicado en 1694, contiene anotaciones en la costa oriental de Dawson. Informan que allí vio pájaros verdes como pericos (parraketto's); bosques, hierba y agua fresca; que la gente del lugar navegaba en "botes" y que recaló por cuatro días y noches en su costa suroccidental.

En 1615 una última expedición holandesa al Estrecho, la de Joris van Spilbergen, sobrepasó la "tercera angostura" y la costa occidental de Dawson sin dejar notas particulares sobre ella. La expedición española de García de Nodal, de 1619, circunnavegando Tierra del Fuego, también pasó junto a la costa occidental de Dawson, al ir del Pacífico al Atlántico por el Estrecho.
En  1670, el inglés John Narborough realizó su exploración, y dejó su derrotero detallado de las costas del Estrecho, en el que no se percató que la actual Dawson fuese una isla, marcando el boquerón que se abre hacia Bahía Inútil y el Canal Whiteside simplemente como una "gran sonda" que corría hacia el este de manera indefinida. Pero en su derrotero, en la costa occidental de Dawson dejó algunas anotaciones. En la que sería la costa noroeste o medianía de la isla marcó una Parraketto's Bay (Bahía Lomas, Bahía Amigo, Puerto Valdés u otra), señalando que "por aquí vimos pájaros verdes como pericos", lo que es consistente con la presencia de cachañas (Enicognathus ferrugineus) en las zonas boscosas australes. Un poco más al sur marcó que era tierra "de hierbas y boscosa con buena agua fresca". Más al sur todavía, siguiendo la costa occidental de Dawson, anotó que "la gente del país tiene botes", en referencia a los pueblos canoeros nativos, y agrega que reposó por allí, aparentemente costa afuera ("oshoar"), durante cuatro días y noches. Finalmente marca en la costa suroccidental isleña "montes neblinosos" y la boca del Canal Gabriel como una "sonda abierta". 

#### SigloXVIII: Cartografías por el Estrecho de Magallanes
En la segunda mitad del siglo del siglo XVIII el Estrecho de Magallanes fue concienzudamente cartografiado (por lo tanto las costas occidentales de Dawson) por el francés Bougainville, el inglés John Byron y los españoles Alonso de Córdoba. Aun así, pese a las circunnavegaciones a Dawson hechas por Ladrillero y Sarmiento en el siglo XVI, por ejemplo en un detallado mapa en francés de la segunda mitad del siglo XVIII, que nombra a Bouganville, conservado en el Museo Naval de Madrid, la entrada del canal Gabriel sigue siendo un "estrecho aparente", mientras que el boquerón de Bahía Inútil y Canal Whiteside es un "estrecho supuesto", por lo que el conocimiento de que Dawson es una isla permeneció largamente perdido para los navegantes occidentales. O aparecerá como una isla hipotética a la que se agregan islas inexistentes que parten por completo la sección norte de Tiera del Fuego, uniendo el estrecho con la Bahía San Sebastián en la costa del Atlántico por medio de un canal imaginario, como en cartografía española 1786.
Punta del Aterraje es un espolón de la costa suroccidental de isla de Dawson, avanzado sobre el estrecho de Magallanes y distante unos ocho kilómetros al S. del puerto de Valdés, que arranca de un alto frontón, a la que se le dio el nombre por haberse aterrado o varado en ella en 1766 una nave del viajero francés Bougainville.

#### 1827: Occidentales vuelven a saber que es una isla

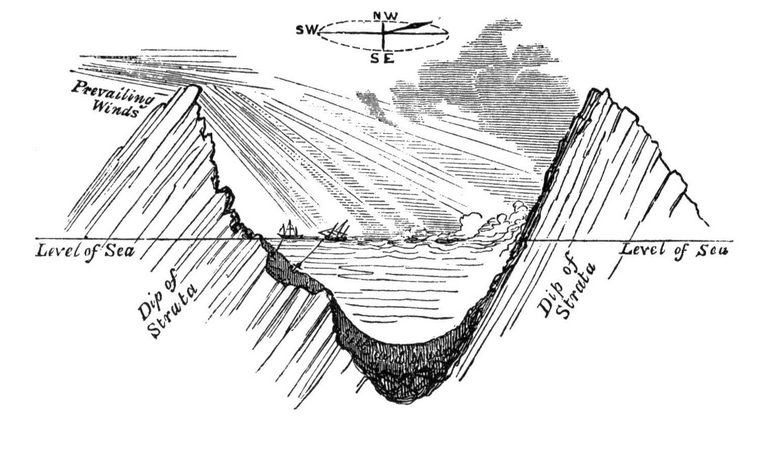
Diagrama que muestra las peligrosas ráfagas huracanadas, o williwaws, que bajan desde la Cordillera Darwin (izquierda) hacia el Canal Gabriel y la costa sur de la Isla Dawson (derecha), publicado en el informe de 1839 de los viajes del HMS Adventure y HMS Beagle.

En 1827 la expedición de Phillip Parker King a América del Sur, en el marco de sus levantamientos hidrográficos de la zona, recorrió detalladamente las costas de Dawson. Un bote de esta expedición, el Hope, fue asignado en Puerto del Hambre al teniente John Clements Wickham para que explorara qué había al este del Cabo Valentín, ubicado al norte de Dawson. Así recorrió la costa oriental de la isla, reconocieron bahía Willes, bahía Fox y el seno Edward Owen. Cerca del lado sur del seno Brenton se encontraron con kawésqars, navegaron el canal Gabriel y luego siguieron explorando la zona hasta volver a Puerto del Hambre, por lo que circunnavegó la isla Dawson. Phillip Parker King también navegó desde Puerto del Hambre en el bote Hope, pasando por el sur de Dawson (Canal Gabriel), de ida y vuelta en su exploración hacia el Seno Almirantazgo. De ida experimentó las violentas ráfagas de viento que los loberos llamaban williwaws, que tumbaron su nave sobre el agua haciéndole pasar peligro de zozobrar. Habían pasado 247 años desde la última mención anterior, de Pedro Sarmiento de Gamboa, del lugar como una isla.  
En 1843 el estado chileno tomó posesión del Estrecho de Magallanes y sus tierras circundantes (como habían hecho varios navegantes de diversos país europeos en los siglos anteriores). La ceremonia se realizó en Puerto del Hambre, en el continente, frente a Isla Dawson. A los pocos días se fundó la primera colonia permanente del Estrecho, Fuerte Bulnes, cerca del lugar de toma de posesión, que fue trasladada a Punta Arenas, en un lugar ya más alejado de Dawson, en 1848.    

### La mortandad: Campo de reclusión indígena

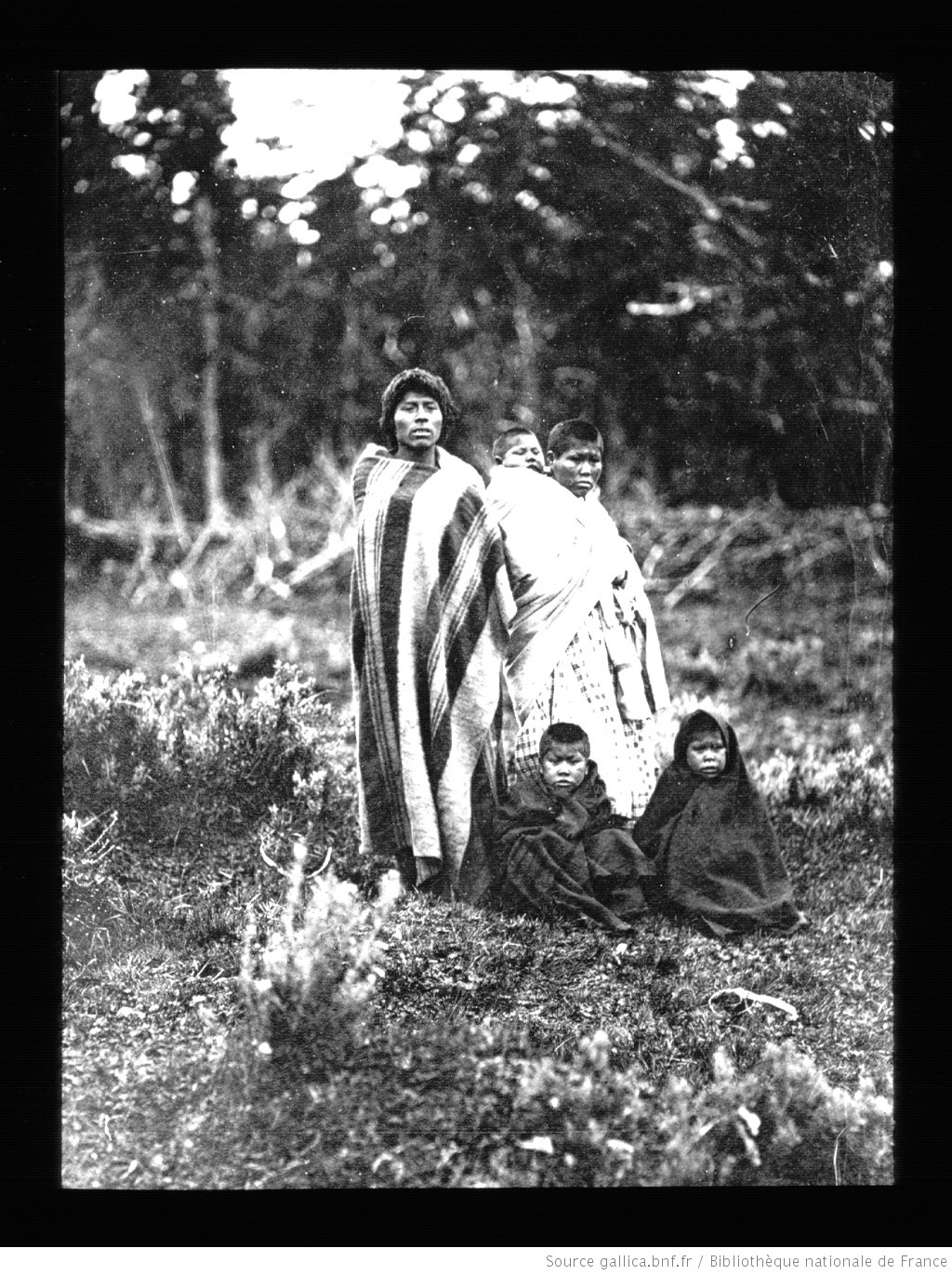
Una familia kawéskar (o alacalufe), registrada en los primeros tiempos de reclusión de grupos de indígenas en Dawson, en 1891. Visten tejidos industriales occidentales y los miembros del grupo, excepto el varón adulto, han sido rapados.

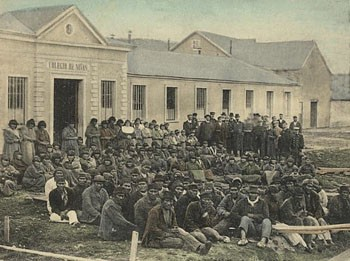
El campo salesiano de internamiento de indígenas en Dawson durante la visita del presidente Federico Errázuriz Echaurren.

Entre 1881 y 1883 hubo noticia de algunos intentos de ocupación de la isla desde la ciudad de Punta Arenas (fundada 33 años antes) por parte de diversos particulares, deseosos de explotar económicamente el territorio de Dawson, que recibieron permisos de ocupación precarios por parte del gobernador chileno local (condicionados a un uso efectivo del lugar), pero según un reporte de 1885 esos efímeros intentos parecían haber sido abandonado.

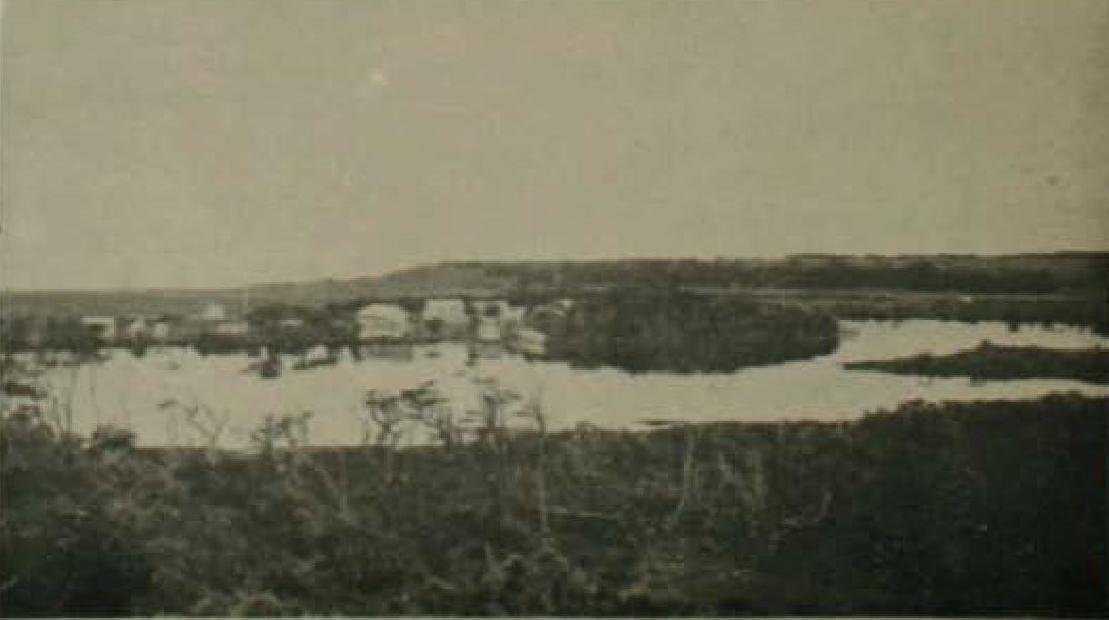
Una vista de Puerto Harris cuando era campo de internamiento y deportación de indígenas.

Luego la isla fue usada como campo de concentración para los selknam y otros pueblos nativos, como los kawéskar. Los kawéskar fueron mayoritarios inicialmente, mientras que los selknam (también llamados con el exónimo onas) lo fueron después, con la gran deportación de ellos a partir de 1895. En 1890, en busca de alternativas a las matanzas perpetradas por los hacendados ganaderos durante el genocidio selknam, y una forma de consolidar la posesión de la tierra por parte de aquellos hacendados, el gobierno chileno facilitó la isla a misioneros salesianos de Italia dándoles el lugar en concesión por 20 años para adoctrinar, aculturar y reeducar a los aborígenes capturados en Tierra del Fuego y los canales.

#### Desde 1895: La gran deportación selknam
El proceso masivo de deportación se produjo a partir de un acuerdo firmado en 1895 entre el líder salesiano José Fagnano y la Sociedad Explotadora de Tierra del Fuego, regentada por Mauricio Braun, quien declaró después: "no pensaba en otra cosa que sacarme a los onas de encima" y "fletarlos a Dawson". La Sociedad se comprometía a atraparlos y deportarlos, junto con entregar una libra esterlina por cabeza a los religiosos por los gastos de reclusión. El objetivo declarado por Braun era "eliminar a los indígenas, pero por las buenas". El objetivo declarado por los religiosos era convertirlos al culto católico y "salvarlos". 
El proceso fue accidentado desde el punto de vista de la parte occidental. Según la versión del ganadero Braun el gobernador de Magallanes, el capitán de navío Manuel Señoret, y sus socios salesianos no simpatizaban. El gobernador intervino a partir de malos informes sobre las condiciones del campo y, argumentando problemas de seguridad en Dawson para recibir tantas persona. Entonces intentó implementar su propia política indígena. Arrebató a sus captores una partida de 165 indígenas que iban destinados a la isla, cuyos hijos fueron repartidos con ayuda del cónsul alemán Rodolfo Stubenrauch entre personas interesadas en convertirlos en servidumbre doméstica en la ciudad de Punta Arenas, mientras que muchachos mayores y adultos considerados aptos eran entregados como fuerza de trabajo no remunerado a particulares dueños de aserraderos, mientras el resto quedó vagando sin rumbo en la ciudad, intentando cazar perros y otros animales domésticos, a semejanza de lo que siempre hicieron con el guanaco en sus tierras. Las escenas de separación de niños dentro de la ciudad fueron utilizadas por los gestores de la deportación, religiosos y estancieros, para resolver su disputa con el gobernador (que fue sacado de su cargo al poco tiempo) y retomar el control de las operaciones. 
En noviembre de ese año el periódico El Chileno publicaba numerosos encabezados disparando contra la deportación llevada a cabo por estancieros y religiosos, acusando también al gobernador Señoret: "Cacerías de indios, escenas de sangre"; "tráfico de indios en Punta Arenas"; "gobernador Señoret da al pueblo vergonzosos espectáculos" o "indios que mueren de abandono y miseria". Pero en lo sucesivo el proceso de deportación indígena continuó su flujo con colaboración de las autoridades locales.  
Se conoce más del detalle del desacuerdo entre las partes de cultura occidental que de las experiencias de los indígenas deportados contadas en su propia versión. Pero en 1977 un documental registró el testimonio de Ángela Loij, selknam fallecida en 1974, quien reprodujo el relato de la deportación que le hizo la "finada Pabla", una de las tres mujeres selknam que sobrevivieron al campo de Dawson. Pabla contaba que, siendo llevados forzadamente en grupo rumbo a Dawson, tropas chilenas mataron delante de ella a su marido "inválido de una pierna" porque no pudo avanzar lo suficientemente ligero hacia su destierro en la isla. Al respecto, en el mismo registro, el selknam Garibaldi Honte explicaba respecto a esa deportación que "la idea de esta gente era despoblar el territorio". Honte también compartió la tradición oral conservada por él sobre el traslado a Dawson, vía Punta Arenas: "Entonces los custodiaban con la policía y el ejército en unos corralones de madera y alambre. Entonces de ahí se los entregaban a monseñor Fagnano para que este los remitiera a la isla Dawson, donde tenían la misión. Ellos entonces plantaban la isla. Con aserradero y con ovejas. Los han llevado en cantidad".

#### En la isla
Los indígenas debieron someterse a un régimen de trabajo adulto e infantil forzado no remunerado, en condiciones de hacinamiento y sedentarismo a las que no estaban acostumbrados (con la consiguiente falta de higiene), que hicieron cundir entre ellos las enfermedades contagiosas traídas por los occidentales (como tuberculosis y fiebre escarlatina), y frente a las cuales no recibieron cuidados médicos, en un proceso que prácticamente los aniquiló. Mientras que visitantes como el científico polaco Henryk Artowski, miembro de la expedición polar belga que pasó por la isla en 1887, o los inspectores chilenos Domingo Canales (1896) y Mariano Guerrero Bascuñan en (1897), quedaban "horrorizados" por las condiciones del lugar y la administración de los religiosos regentes del campo, que a su vez contaban con influencias entre los grandes ganaderos beneficiarios de su acción y el presidente chileno Federico Errázuriz Echaurren, que visitó satisfecho el lugar. Pero los testimonios de visitantes señalan condiciones de extremo hacinamiento, que la enfermería no contaba con medicamentos y los tratamientos eran tan básicos como simplemente dar de beber agua caliente, mientras cundían las epidemias y se llenaban las fosas comunes. Entre tanto, ninguno de los salesianos presentes en el campo aprendió realmente el idioma selknam o el idioma kawéskar y los niños eran obligados a trabajar en contra de su voluntad en el aserradero del lugar. Así, los selknam que habían sobrevivido al genocidio de las armas fueron virtualmente deportados a la isla, la que en un plazo de 2 décadas cerró dejando poco más que un cementerio poblado de cruces (los salesianos desarmaron y se llevaron instalaciones . En tanto, los salesianos habían recibido un pago por cada recluido por parte de las compañías ganaderas, interesadas en eliminar de Tierra del Fuego la presencia indígena.

#### Veintiuno sobrevivieron
Según publicó en 2022 el sacerdote católico Marcos Buvinić Martinić, éste y el otro campo de internamiento salesiano de selknam (hubo otro en el territorio argentino de Tierra del Fuego, la "Misión Salesiana Nuestra Señora de la Candelaria") "fueron último eslabón del genocidio del pueblo selknam", pues "de los centenares que fueron deportados a la isla Dawson, cuando fue cerrada la misión (en 1911), sólo quedaba una veintena de selknam". Se calcula que al menos un millar de indígenas de pueblos australes fueron confinados en Dawson durante los 23 años que funcionó oficialmente el campo de reclusión, por lo que en promedio debió morir un indígena recluso aproximadamente cada 8 días de funcionamiento del recinto. Pero se han publicado cifras mayores de indígenas (3000) internados en el campo de internamiento salesiano. En 1911, al cierre del confinamiento en Puerto Harris exactamente habían sobrevivido 21 personas: 4 hombres, 12 mujeres, 2 niños y 3 niñas. Esas personas también estaban enfermas de tuberculosis al ser trasladadas.
El selknam Garibaldi Honte aseguraba que tras el cierre del campo salesiano de internación habían sido llevados "algunos pocos indios"  sobrevivientes de Dawson a la Tierra del Fuego argentina, donde trabajaron a cambio de comida. Según su testimonio la mayoría de estos pocos sobrevivientes eran kawéskar y de los selknam sólo quedaban tres mujeres: Pabla, Raquela y Petronila. 
Honte, cuyo testimonio fue recogido en el documental de 1977 realizado por la antropóloga Anne Chapman y reproducido ampliado por Francisco Coloane (Premio Nacional de Literatura de Chile) en su libro Guanaco blanco, reflexionaba respecto de este final: "Ahí llevaron 3 mil indios, ¿qué hicieron con los indios?,¿los hicieron salchichas o qué?, porque en veinte años no puede haber terminado esa cantidad de indios por enfermedades o alguna cosa así".
Finalmente el campo había sido un "fracaso" en lo que respecta al declarado propósito de salvar a los indígenas, a la vez que había sido un gran "éxito económico" para la congregación que vigilaba a los reclusos. La conclusión de Mariano Latorre, Premio Nacional de Literatura de 1944, fue que los salesianos recibían indígenas, "convertidos en inquilinos y pastores que cuidan los rebaños de la congregación o cultivan coles o lechugas de la enorme estancia", pagando por ellos a los "cazadores de hombres" de Tierra del Fuego, "para justificar las posesiones de tierras que se les hicieron en la Isla Dawson".

#### Personajes de la trata y deportación conmemorados en Dawson
En el período del campo salesiano de confinamiento, en 1901, naufragó el vapor Burslem al chocar con la rocas San Pedro y San Pablo, en las inmediaciones de la Punta  Stubenrauch de Isla Dawson. Desde entonces punta que se llama así por el apellido del armador del buque malogrado, cónsul alemán en Punta Arena que tuvo después (durante la Primera Guerra Mundial) un papel coordinando la ayuda que se entregaba a escondidas al crucero germano SMS Dresden, durante su ocultamiento en la zona de los canales patagónicos, tras la batalla naval de las Islas Malvinas. Pero con relación al campo de internamiento indígena, Stubenrauch participó en 1895, tras la intercepción de una partida indígena por el gobernador Señoret, en la trata y repartición de niños de un grupo selknam que iba destinado a Dawson entre particulares de Punta Arenas deseosos de contar con servidumbre. Hoy un accidente geográfico de la isla, debido a un casual naufragio, lleva su nombre. En tanto que el salesiano Fagnano es conmemorado con un busto en Puerto Harris; monumento que lo celebra en su placa como "civilizador" de un pueblo que no sobrevivió a sus gestiones. El uno, Stubenrauch, un alemán con relaciones conflictivas con la anglo-chilena Sociedad Explotadora de Tierra del Fuego (a la que llama un "cangrejo coloso que quiere absorber todo"); el otro, Fagnano, súbdito del Reino de Italia, país aliado de Reino Unido entonces, actuando en conjunto con la poderosa compañía ávida de territorios y deseosa de "eliminar, pero por las buenas" a los selknam.

### Ganadera Gente Grande

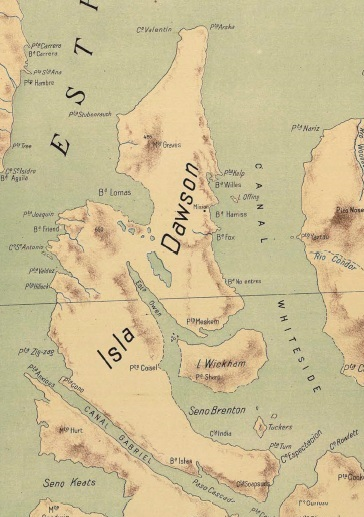
Un mapa de la isla de 1910.

Con la salida de los salesianos, la Sociedad Ganadera Gente Grande adquirió el derecho de explotación de la isla en 1912, pagando 38.311 libras esterlinas de la época. Esta compañía explotó la isla trabajando aserradero en Puerto Harris y la Estancia Esmeralda, dedicada a la ganadería, en el sector norte. En el aserradero, que existía desde la época del campo de reclusión de indígenas, operaban 14 bancos, produciendo productos para la construcción y muebles que abastecían la región y las localidades de la costa patagónica argentina. En Puerto Harris desde 1912 también funcionó un astillero, que construyó 10 embarcaciones (2 buques de a motor, 4 goletas, 1 cúter, 3 chatas y una lancha a motor), entre los que destaca el buque Sara de 1.000 toneladas de desplazamiento, terminado en 1920, que habría sido el mayor buque construido en Magallanes, en obras dirigidas por el uruguayo Gerónimo Donatti.
En 1917 hubo una huelga de en Isla Dawson. Trabajares fueron despedidos y encarcelados por decisión del administrador.
Se sabe también que en 1919 se realizaban ocasionales proyecciones cinematográficas en Puerto Harris.

### Emergencias aéreas en Dawson: Apertura de rutas en Magallanes.

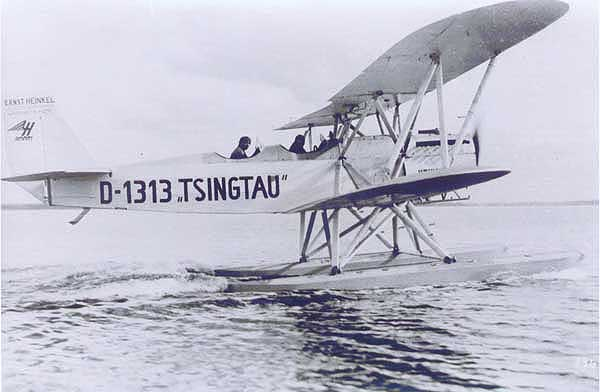
El avión del primer vuelo Punta Arenas/Ushuaia, el D1313 Tsingtau de Gunther Plüschow, que debió amarizar del emergencia en Dawson en 1928.

En 1928 el explorador aeronáutico alemán Gunther Plüschow llevó un avión Heinkel HD 24 en la goleta Feuerland hasta Punta Arenas, donde lo armó para intentar el primer vuelo entre esa ciudad y Ushuaia, en la costa argentina del Canal Beagle. Tras conseguir un tranquilo viaje de ida, a la vuelta fue afectado por una tormenta cuando cruzaba sobre la Cordillera Darwin. Según su relato, de ida el cruce del macizo lo había conseguido completar en 15 minutos, pero de vuelta los vientos hicieron que le tomara 1 hora y media, debiendo subir a los 2500 metros por los "vacíos de 200 metros" que encontraba, de manera que enfrentó temperaturas de 20 grados bajo cero. Con todos estos inconvenientes Plüschow agotó rápidamente el combustible. El aviador recordaba después su necesidad amarizar de emergencia en Dawson: "Han sido los momentos más difíciles de mi vida. Sobre la isla Dawson se me terminó la bencina, por lo que bajé en San Valentín (Punta Valentín) donde a caballo me dirigí a Puerto Harris ya que allí tenía bencina dejada por la goleta".
En 1930 el vuelo que intentaba abrir la ruta aérea a Magallanes de la chilena Línea Aérea Nacional se precipitó cerca de Isla Dawson, luego que el jefe de la aviación Arturo Merino Benítez, que venía de volar a Aysén con motivo de otro accidente aéreo, creyó conveniente "matar el chuncho" (expresión chilena que se refiere a la necesidad de desafiar rápidamente la mala suerte cuando ésta se presente). Así decidió lanzarse de inmediato a emprender el primer vuelo a Punta Arenas desde otra provincia de Chile. Por esta decisión intempestiva el vuelo no estaba preparado en sus detalles, aunque era un proyecto que se venía planteando desde hace un tiempo en términos generales. Así lograron llegar Benítez y 5 tripulantes a Punta Arenas en un Ju R42 arreglado como hidroavión. Allí embarcaron al intendente de Magallanes, Manuel Chaparro, y emprendieron el vuelo de regreso. Después de avanzar un trecho por el Estrecho fueron alcanzados por fuertes ráfagas de viento, que hicieron capotar el aparato. El avión, equipado con flotadores, sobrevivió al impacto en las cercanías de Dawson, por lo que alcanzaron a pedir ayuda por radio, pero se hundió rápidamente en el fuerte oleaje. Un buque enviado en misión de rescate logró salvar 4 personas aferradas a los restos del aparato. Pero murieron 3 tripulantes en las frías aguas: el piloto, el radio-operador y un sargento fotógrafo. Entre los sobrevivientes estuvieron Merino y Chaparro.

### El naufragio del ARA Fournier

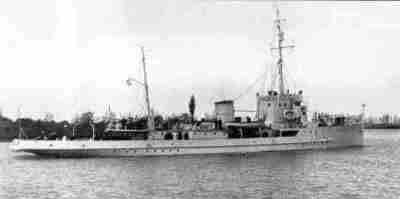
El ARA Fournier.

A fines de 1949 la isla fue escenario del naufragio del buque argentino ARA Fournier cerca de sus costas, controvertido en esa época por no haber sido avisadas las autoridades navales chilenos del paso del buque por estas aguas, en una ruta que era tomada por buques militares argentinos como alternativa a la incómoda navegación a Ushuaia por la costa Atlántica de Tierra del Fuego. En la búsqueda participaron en conjunto naves chilenas y argentinas, pero el paso no informado del ARA Fournier ya había dejó una secuela de sospechas entre los funcionarios chilenos. Después de una semana de búsqueda un avión avistó una gran mancha de aceite en la entrada occidental del Canal Gabriel, entre Punta Cono (extremo suroccidental de Dawson) y Punta Anxious. En las cercanías de Punta Cono se encontraron algunos restos del naufragio y el cuerpo decapitado de un marinero. Un bote con dos cadáveres fue rescatado por un poblador de Caleta Zig Zag, Dawson, el Canal Gabriel, quien intentó comunicar la novedad con una señal de emergencia local (una bandera chilena invertida), que no fue entendida inicialmente por buques argentinos que participaban en la búsqueda. Aclarado el asunto, este hallazgo dio pistas que permitieron ubicar otro bote que flotaba con cinco muertos por hipotermia, entre ellos el comandante Negri, cuyos cuerpos, que estaban abrazados a bordo, fueron rescatados por el patrullero chileno Lautaro. Se estima que el buque naufragó en medio de una tormenta al chocar con una roca no marcada en las cartas de navegación o al darse vuelta de campana. Los tripulantes del Lautaro fueron invitados a los funerales en Buenos Aires por el gobierno de Juan Perón en agradecimiento a sus labores, pero el gobierno chileno de Gabriel González declinó la invitación por ellos.
En el contexto de este incidente y otras tensiones fronterizas, en 1956 se inauguró la primera instalación naval de la isla; un puesto de vigilancia que fue elevado a "radioestación" al año siguiente, inicialmente acomodada en un edificio en desuso de la Sociedad Ganadera Gente Grande.

### Gobierno de Allende: Dawson expropiada para la marina

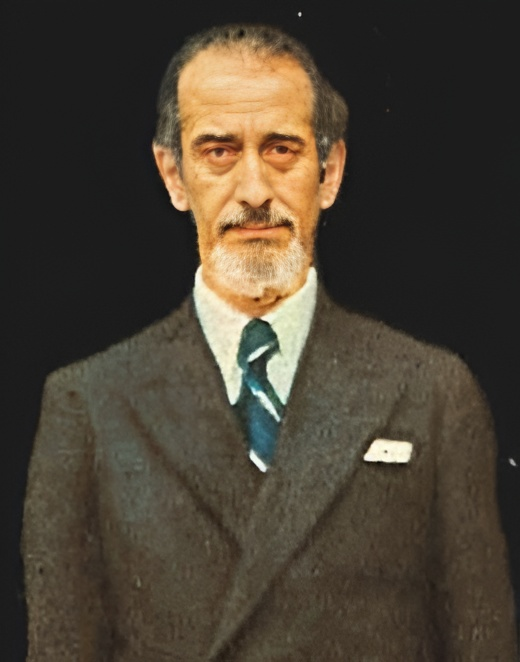
José Tohá, quien era ministro de Defensa en mayo de 1972, cuando se hicieron las gestiones para entregar Isla Dawson a la Armada de Chile. Al año siguiente sería uno de los presos políticos en la isla, donde sufrió una desnutrición severa (pesando 49 kg con una estatura de 1,92 m) por el que fue trasladado a Hospital Militar de Santiago, donde un médico declaró tenía con marcas de quemaduras de electricidad y cigarrillos en los brazos y que finalmente "murió por estrangulamiento con participación de terceros" a principios de 1974, causa de muerte que fue corroborada como verdad judicial tras una autopsia y proceso de 2012.

En mayo de 1972 durante el gobierno de Salvador Allende, la isla fue expropiada a la Sociedad Ganadera Gente Grande por la Corporación de la Reforma Agraria (CORA), para ser entregada a la Armada de Chile. Dicha fuerza recibió las instalaciones de Puerto Harris, Estancia Esmeralda y la pista de aterrizaje de tierra, comenzando el proceso de instalar una estación naval o base de apoyo en la isla.

### Campos de concentración de 1973
Después del golpe de Estado de 1973, la isla fue utilizada como centro de detención y confinamiento para dirigentes y simpatizantes políticos del gobierno de la Unidad Popular. A partir del 11 de septiembre de 1973 se empieza a utilizar COMPINGIM (Compañía de Ingenieros del Cuerpo de Infantería de Marina) que se encuentra a 6.7 km de Puerto Harris para luego trasladar a los prisioneros el día 20 de diciembre de ese año al segundo campo de concentración, que nunca terminó de construirse y que fue edificado por la empresa “Jupemar”, propiedad de Juan Pedro Martínez, un empresario magallánico. Constituye uno de los lugares más emblemáticos de la represión ejercida por la dictadura militar entre los años 1973 y 1974, llegando a albergar cerca de 400 a 600 prisioneros en total, obligados a ejecutar trabajos forzados a temperaturas bajo cero. Algunos de ellos eran ministros y colaboradores del entonces Presidente Salvador Allende, pero la gran mayoría eran prisioneros de la provincia de Magallanes. Durante una de las visitas realizadas por la Cruz Roja Internacional, dos de ellas a COMPINGIM, la primera el 29 de septiembre de 1973, el centro concentraba a 99 detenidos políticos. La última visita se efectúa el 22 de enero de 1974 a "Río Chico" que deja de funcionar en septiembre de 1974, siendo sus prisioneros trasladados a otros centros de detención. Dichos campos de prisioneros COMPINGIM y Río Chico son los más australes en todo el período de la dictadura. 
El ex canciller y expreso en el campo Orlando Letelier comentó en una entrevista que las guardias eran cambiadas (se turnaba una guardia del ejército con otra de la marina) para protegerlas del duro clima al que estaban expuestos los presos y para evitar que comenzaran a tener un trato más humanizado con ellos, y que por esto cuando un capellán fue llevado al campo fue sacado al poco tiempo del lugar, por estar "horrorizado" por las condiciones de los reclusos. Letelier recuerda el sesgo clasista de los malos tratos, que eran mucho peores contra los prisioneros de clases humildes o de condiciones desmejoradas. Por ejemplo, recuerda que hubo especial ensañamiento, brutalidad y torturas en contra de un zapatero remendón de humilde condición al cual le faltaba una pierna. Así mismo Letelier narraba que, confidencialmente, a veces soldados y oficiales subalternos hacían comentarios desligándose de la responsabilidad en los malos tratos y apuntando o recriminando el sadismo de sus superiores inmediatos.

#### Descartado de inmediato: El plan soviético de rescate de Luis Corvalán
Mientras que se realizaban simulacros de madrugada de que el campo era atacado desde un supuesto submarino soviético que intentaba liberar a los dirigentes prisioneros y circulaban entre los militares consignas respecto a eliminar a los presos en ese caso, que los internos consideraban como una forma elaborada más de arrebatarles la paz. Años después circularon versiones que dieron credibilidad al menos a que un grupo de funcionarios soviéticos estudió la posibilidad de una operación de rescate del secretario general del Partido Comunista de Chile, Luis Corvalán (quien años más tarde sería canjeado por el disidente soviético Vladimir Bukovsky). Pero esta idea fue rápidamente descartada como un plan iluso y lleno de dificultades operativas, según la versión posterior de Nikolai Leonov, del Departamento América de la KGB, quien señala que su jefatura los miró como si estuvieran "locos" cuando lo presentaron y se negó por completo a siquiera estudiar el asunto en más detalle. El plan consideraba utilizar un barco civil con dos o tres helicópteros ocultos en una cubierta inferior, que atacarían las antenas de comunicaciones, neutralizaría a guardia y se llevarían a Corvalán hasta un submarino que esperaría oculto en la zona, para luego hacer explotar las aeronaves sobre aguas profundas, para que no quedaran rastros de ellas. 

#### ¿Un campo diseñado por el nazi Walter Rauff?
Diversas fuentes, como Archivo Judío de Chile y testimonios de ex prisioneros aseguran que el criminal de guerra nazi Walter Rauff, Standartenführer de las SS responsable de la muerte de medio millón de personas en Auschwitz, siendo residente en Punta Arenas y gerente de una compañía conservera local, actuó como colaborador civil participando en el diseño del campo de concentración de Río Chico en Dawson. La versión, por ejemplo, fue publicada sin darse por confirmada en New York Magazine en 1984.
El ex prisionero y arquitecto Miguel Lawner mencionó en sus memorias la posibilidad que el campo fuera un diseño de Rauff, aunque no contaba con evidencia concluyente; asegurando que la versión "se originó entre algunos de los obreros contratados para ejecutar las obras (del campo), y que informaron sobre las visitas reiteradas de un ciudadano con acento extranjero, acompañando a los oficiales chilenos encargados de fiscalizar las faenas". En una entrevista grabada el ex canciller y expreso político en Río Chico, Orlando Letelier, antes de ser asesinado por la DINA en Washington en 1976, señalaba que le parecía "impresionante" el parecido del campamento con la configuración de Auschwitz cuando vio fotos de este último lugar, y recordaba la circulación de numerosos informes de prensa y testimonios de personas que habían visto a Rauff o lo asociaban con el diseño del campo de reclusión, aunque a él no le constaba personalmente. El ex prisionero político Luis Vega recordaba que los oficiales a cargo se jactaban orgullosos de que el campo había sido diseñado por un "técnico"; que después supo que era Rauff porque había presos que "sabían quién era y qué hacía" en Punta Arenas, donde vivía en una "fortaleza", rodeado de guardias.
Luis Vega señala que se había enterado de que el enlace de los militares chilenos con el nazi lo hacía Augusto Lutz, jefe de inteligencia militar y excompañero suyo en la Escuela Militar de Santiago. Por un escrito personal de Rauff, rescatado por el investigador británico Phillipe Sand, se sabe que tiempo después de la instalación del campo (en marzo de 1974) fue visitado en Magallanes por uno de los cuatro miembros de la Junta Militar chilena, el general jefe de carabineros César Mendoza. El ex marinero E. Ramírez, de la Armada de Chile, declaró también, como muestra de relación de Rauff con dicha institución, que años antes (1965) se le había entregado el remolcador naval Colo Colo con su tripulación, para que, acompañado de un guardaespalda de gran talla, buscara en los mares australes chilenos un lugar para instalar una planta particular de productos marinos enlatados. Mientras que los hijos de Rauff llegaron a ser oficiales de la marina y el ejército del país sudamericano.

### La isla y la movilización militar de 1978
Durante el conflicto de 1978 entre Argentina y Chile, la isla fue uno de los centros de concentración de la infantería de marina chilena a la espera de una invasión argentina en la zona austral; plan de invasión que no llegó a concretarse y después fue conocido públicamente como Operativo Soberanía. 
En Dawson se desplegó el Batallón 21 de Viña de Mar (junto con otras unidades menores de los infantes de marina chilenos) con su plana mayor. Este mando recibió la jefatura del "sub teatro" de la Isla Grande de Tierra del Fuego. De manera que junto al Batallón 21 coordinaban una unidad del ejército (el Regimiento Caupolicán, reforzado con una compañía del Pudeto) y otra de carabineros (los estudiantes de la Escuela de Suboficiales, que viajaron sin carpas, ropa adecuada para el clima ni preparación militar) que estaban al norte de la Isla Grande como dispositivo de defensa, contra un invasión que en el sector fueguino al norte de la Cordillera Darwin, teóricamente y según una fuente argentina posterior, iba a incluir 5 batallones de infantería de marina argentina, más fuerzas de apoyo de ingenieros, vehículos blindados y artillería, junto a una reserva de un batallón de mismo cuerpo y otro más de la Prefectura Naval Argentina que quedaban en Río Grande. En este panorama, la inteligencia de la infantería naval chilena estimaba que enfrentaba algo más de 5 mil hombres de tropa argentina como adversarios en el sub teatro de Tierra del Fuego, mientras que las citadas fuentes argentinas posteriores señalan que eran en realidad más de 15 mil.
A fin de dispersar las fuerzas de Dawson para minimizar daños en caso de ataque aéreo, las tropas chilenas fueron instaladas además de en Puerto Harris, en el antiguo campo de concentración de Río Chico y otros como Pitinati, a medio camino entre Río Chico y Puerto Harris. Mientras que la motonave Navarino, que había llevado a parte de la tropa, quedaba en Puerto Harris como cuartel flotante, debido a los problemas mecánicos presentados durante la navegación.
Las fuerzas de Dawson, en teoría, habrían estado preparando un desembarco y contragolpe sobre Tierra del Fuego, operación denominada "Emmanuel", en los momentos más álgidos de la crisis, a finales de diciembre de 1978. Esta operación chilena tampoco se realizó por la distensión del conflicto, seguida de la posterior reducción de la movilización militar en la zona, aunque existe la versión de que partidas de exploración, como avanzada del presunto movimiento, alcanzaron a ser desplegadas el 20 de diciembre, pero recibieron orden de volver debido al cambio del escenario diplomático.

## Geografía
La topografía de la isla es más accidentada al sur, donde hay senos (Bahía Lomas, Seno Owen), lagos y serranías que la cortan en sentido NW-SE, con montañas, habitualmente nevadas, que alcanzan hasta los 945 m s. n. m. y emergen en ella como continuidad de las elevaciones de la Cordillera Darwin de la vecina Isla Grande de Tierra del Fuego y los montes de la Península Brunskwick que se disponen en el mismo sentido en el continente, cruzando el Estrecho (como cerro Victoria, pico Nodales y cerro Tern). Entre las cimas del sur de la isla, las cartas reseñan con nombre el cerro Espectación (701 m s. n. m.), cerca del cabo de la misma denominación, al SE de la isla.  
Al norte el terreno es algo más regular, con un paisaje de lomadas, bosques, lagunas y planicies de turberas y pastizales hacia Cabo Valentín, con una máxima elevación en el cerro Graves (462 m s. n. m.).  
El clima, como el de toda la zona, es extremadamente riguroso; frío, cambiante y ventoso. 
Francisco Solano Asta-Buruaga y Cienfuegos  escribió en 1899 en su Diccionario Geográfico de la República de Chile sobre el lugar:

Dawson (Isla de).-—Está situada en el estrecho de Magallanes, hacia la mitad de su largo, frente á la costa continental del mismo desde el puerto del Hambre hasta el cabo Froward. Por el E. se separa de la Tierra del Fuego por la Bahía y parte del golfo del Almirantazgo y por el SO., el canal de San Gabriel. Se extiende de N. á S. y de aquí hacia el SE. hasta rematar en el cabo de la Expectación, habiéndose adelantado al primer punto por un angosto procurrente, cuyo extremo forma el cabo de San Valentín. En esta dirección no mide menos de 70 kilómetros, y es en sus extremos angosta, pero por su centro pasa el ancho en partes de 25 kilómetros. Es de superficie medianamente montuosa con cerros de poca altura, como los de Graves, del morro de Lomas, &c.; con algún arbolado y algunos valles herbosos con bastante agua, en los que se ha comenzado últimamente á criar ganado lanar, &c. Sus costas presentan varias abras, ensenadas profundas y regulares puertos y caletas, como los de San Antonio, Valdés, Preservación, &c. Partes de sus costas han sido exploradas por la expedición española de Córdoba en 1788 y por la inglesa del capitán King en 1828, la cual dejó á la isla la denominación por un marino de esa época, apellidado Dawson, y otros nombres ingleses á aquellos.